# Lang Son
Lang Son (vietnamita: Lạng Sơn) é uma província do Vietnã.